# هيرو أوكا
هيرو أوكا (باليابانية: 岡寛恵؛ بالكانا: おか ひろえ) هي مؤدية صوت وممثلة يابانية، ولدت في 8 يونيو 1971 في طوكيو في اليابان.

## وصلات خارجية
- هيرو أوكا على موقع IMDb (الإنجليزية)
- هيرو أوكا على موقع ميوزك برينز (الإنجليزية)
- هيرو أوكا على موقع قاعدة بيانات الفيلم (الإنجليزية)
- هيرو أوكا على موقع ANN person (الإنجليزية)